# الأسهم النارية للإنارة
أُطلق مشروع الأسهم النارية للإنارة لجذب الاهتمام إلى العنف الجنسى ضد النساء السوريات. ففى مخيم الزعترى لللاجئين تم وضع مصابيح ليد LED تعمل بالطاقة الشمسية بالقرب من دورات المياه، وتم تزويدهم بالأدوات المدرسية اللازمة لدعم الطلاب بالمخيم. حيث قام ماكس هولاند وبين ديكر بجمع التبرعات على موقع روكيت هاب (بالإنجليزية: Rockethub) في نوفمبر 2013 وتم تركيب الإضاءة بدايةً من يناير 2014.

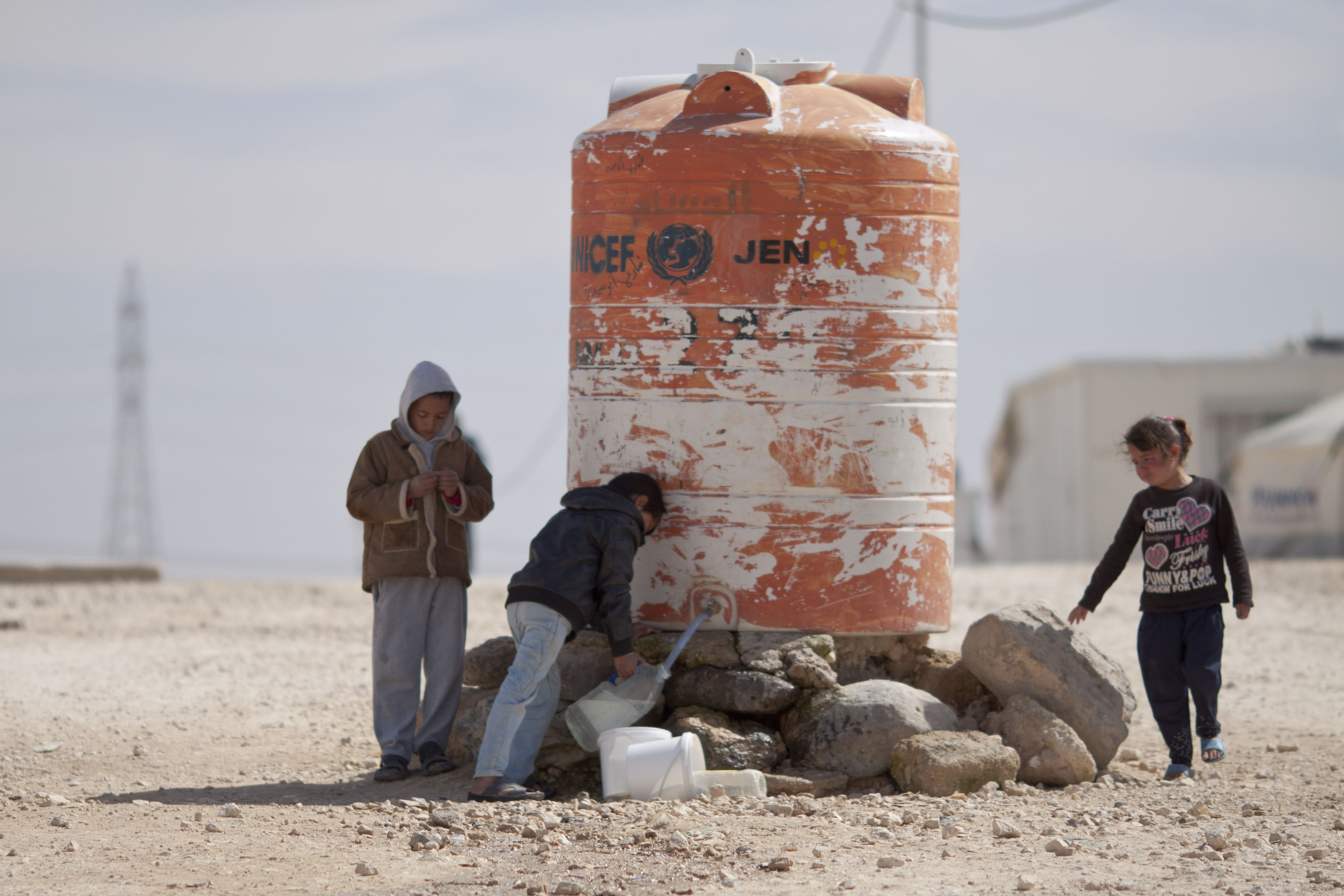
أطفال سوريون يعبئون مياه الشرب في قارورات في مخيم الزعتري للاجئين السوريين بالأردن. (عدسة/ مصطفى بدر)

## خلفية عن المشروع وتمويله وتنفيذه

### خلفية المشروع وتمويله
قامت فكرة المشروع على مواجهة الحرب الأهلية السورية، التي أزاحت أكثر من اثني مليون مواطن منذ عام 2011. يضم مخيم الزعترى لللاجئين في الأردن نحو 80000 - 150000 شخص، بينهم العديد من النساء والأطفال.

وُجد أن مراكز الصدمات النفسية ودورات المياه غير مزودة بالكهرباء وتعد مناطق غير آمنة للنساء بالليل. فتعاون هولاند وديكر بواسطة البريد الإليكترونى لحشد الجهود الإنسانية لمساعدة النازحين السوريين، وقررا تركيز جهودهما على النساء والطلاب عن طريق الإضاءة والأدوات المدرسية.بدأ جمع التبرعات على موقع روكيت هاب( بالإنجليزية:Rockethub) في نوفمبر 2013 وانتهى في الأول من ديسمبر.حيث تم جمع 4500$ من 104 متبرع.

### تنفيذ المشروع
بدأ كلٌ من هولاند وديكر العمل مع إليوت تالبرت جولدشتين، حيث تقابلوا مع مسئولى منظمات أهلية لمناقشة المشروع. وقد تعاون في تركيب المصابيح الشمسية كلٌ من لجنة الإنقاذ الدولية، كبير مفوضى الأمم المتحدة لشئون اللاجئين، مؤسسة الإغاثة العالمية المعروفة ب OXFAM، منظمة أنقذوا الأطفال(save the children)، ومنظمة الإغاثة والتنمية الدولية(أو بلومنت) (.international relief and development inc). وتم تركيب المصابيح في يناير 2014 في ثلاثة مخيمات، وتدير منظمة أنقذوا الأطفال 42 أماكن صديقة للأطفال، وتدير منظمة الإغاثة والتنمية الدولية مكتبة للأطفال. أُعلن في فبراير أنه لم يتم كسر أو سرقة أىٍ من المصابيح.

## في الأخبار
- قام هولاند وديكر بتحرير مقالة في EAWorldView معبرين عن تجربتهم في المخيم.[4]
- تضمنت جدليَة ( مجلة إليكترونية) المشروع في جولة إعلامية في الثالث من يناير.[5]

## وصلات خارجية
- Skyrocket Light Project
- At Home in Zaatari: Life in a Syrian Refugee Camp
- أرشيف صور للمشروع منذ بدايته حتى نهايته

## اقرأ أيضاً
- مخيم الزعتري
- الحرب الأهلية السورية